# Maki nejmenší
Maki nejmenší (Microcebus berthae) je druh primáta z čeledi makiovití (Cheirogaleidae) a rodu Microcebus, endemit Madagaskaru. Vyskytuje se pouze na malém území madagaskarského regionu Menabe na západě ostrova, konkrétně v suchých lesích Kirindy a Ambadira.

## Popis
Je nejmenším primátem na světě: tělo měří 9 až 11 cm, ocas je dlouhý 12 až 14 cm, hmotnost činí asi 30,6 g. Nevyvíjí se u něj zřetelný pohlavní dimorfismus. Zbarvení srsti je načervenalé, s tmavým pruhem táhnoucím se středem těla směrem od ramenou k ocasu. Na spodní straně těla srst přechází do krémové až světle šedé. Oči jsou lemovány skořicově zbarvenou srstí. Díky odrazivé vrstvičce tapetum lucidum je maki nejmenší dobře přizpůsoben nočnímu životu.

## Biologie
Maki nejmenší je samotářský stromový druh aktivní v noci. Obvyklou potravou je sladká medovice, avšak konzumuje i pryskyřici, květy či plody a loví bezobratlé i drobné obratlovce, jako jsou gekoni. Během období sucha, chladného počasí nebo při nedostatku potravy mohou makiové upadnout do stavu strnulosti, kdy dojde k výraznému poklesu tělesné teploty a zpomalení metabolismu. V porovnání s příbuzným makim trpasličím (Microcebus murinus) si maki nejmenší vydržuje více než dvakrát tak velký domovský rozsah (u samců má rozlohu asi 4,9 ha, u samic asi 2,5 ha).
Páření probíhá jednou ročně v průběhu listopadu. Třebaže o rozmnožování tohoto druhu není známo dostatek informací, jsou odhadována podobná data jako u makiho trpasličího, tedy asi dvouměsíční období březosti a stejně dlouhé období laktace. Po odstavení mláďat samice následující čtyři až šest týdnů ukládá tělesný tuk, aby se připravila na upadnutí do stavu strnulosti během období sucha.

## Ohrožení
Hlavní hrozbu představuje ztráta přirozeného prostředí. Suché lesy, jež maki nejmenší obývá, jsou vypalovány pro přeměnu v zemědělskou půdu, případně káceny pro výrobu dřevěného uhlí nebo těžbu dřeva. Mezinárodní svaz ochrany přírody (IUCN) druh od roku 2019 hodnotí jako kriticky ohrožený (předtím od roku 2008 ohrožený). IUCN uvádí zbývající obývaný rozsah na 13 920 až 34 800 ha, s plánovaným poklesem populací o nejméně 80 % v následujících deseti letech. Budoucnost tohoto druhu je tedy krajně nejistá.